# 平山則廣

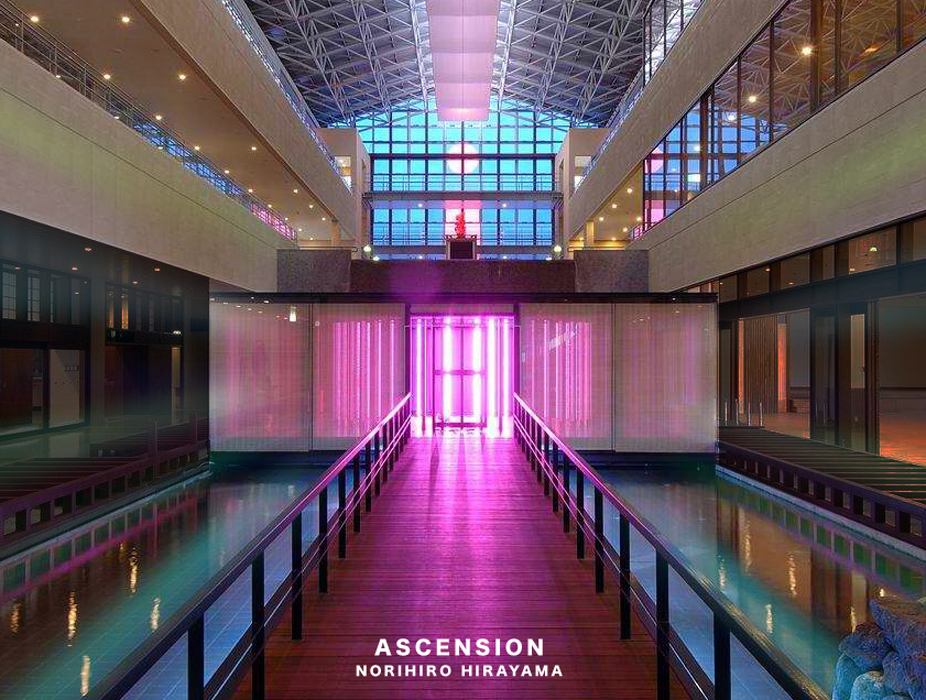
メディポリス指宿『アセンション』

平山則廣（ひらやま のりひろ、1962年12月27日 - ）は、日本のCGアーティスト。東京都出身。
パリにて「若冲幻想」“ILLUSION du JAKUCHU” (SHISEIDO LA BEAUTE)、フランス・ボーション市内カルチャーセンターにて2万個のLEDを使った空間映像作品「アセンション」（現・鹿児島県指宿市のメディポリス指宿に常設）、東京ミッドタウンのオープンニングイベントなど日仏を中心とした世界を舞台に活動を展開している。

## 年譜
- 1984年
  - 武蔵野美術大学在学中にNHKスペシャル「驚異の小宇宙 人体」CG映像制作
- 1986年
  - 同大学視覚伝達デザイン卒業
  - CG大阪グランプリ受賞
- 1988年
  - イタリア、ロカルノビデオフェスティバルに日本代表として参加
- 1989年
  - トランペッターの近藤等則のCDジャケット、ミュージックビデオ制作
  - 近藤のヨーロッパツアーに同行
  - 名古屋国際ビエンナーレにてARTEC審査委員奨励賞受賞
- 1990年
  - 青山スパイラルホールの三洋電機主催Pow Powイベント、リアルタイムCGコンサートの演出を担当
  - キリンプラザ大阪コンテンポラリーアワード1990入選
  - 株式会社島精機製作所がハイビジョンアートスタジオ ＜REC EARTH＞ を設立
  - NHKテレビドラマ『腕におぼえあり』オープニング映像制作
  - 映画『夢の果てまで』（ビム・ベンダース監督）CG映像制作
- 1991年
  - テレビ東京『ファッション通信』 出演
  - ミュージシャンとの交流により多数のアルバムジャケットデザインを制作（ビルラズウェル／ブーティーコリンズ／スティービーサラス／バディマイルス等）
- 1992年
  - 四国ワールドミュージックフェスティバルポスター制作
  - 銀座イトーキギャラリー　『VACUA』 CGART個展開催
  - 株式会社島精機CF（音楽：坂本龍一、歌：サラマクラクラン）映像制作
- 1993年
  - ニューヨークKodac Computer Picture's First Annual Art & Design Contest 2位入賞
- 1994年
  - セゾン美術館 ハイビジョンミュージアムフェスティバルに特別出演
  - 松下電器（現・パナソニック）3DOソフトウェア『松下幸之助の道は必ず開ける』を監督
- 1995年
  - テレビ朝日ハイビジョン放送 オープニング映像制作
  - trf（avex trax）東京ドームクリスマスコンサート大型映像のアートディレクション、映像制作
- 1996年
  - 『ハスクリア』（音楽：細野晴臣）映像制作
  - NHKテレビドラマ『よひんびん物語』オープニング映像制作
- 1997年
  - CD−ROM『植物楽器』（伊藤忠商事）発売
  - NTT名古屋 アミューズメント施設　プラネット アートディレクション
  - 資生堂TVCM アートディレクション CG制作
  - フジテレビ リアルタイムバーチャルスタジオ アートディレクション、映像制作
- 1998年
  - 富士通プラズマビジョンCM制作
  - 東京芸術大学・内山昭太郎教授(現名誉教授)退官記念展
  - 『若冲幻想』制作／空間演出
  - 渋谷Q FRONT 大型映像演出
- 1999年
  - 東京都写真美術館 ビーイング・デジタル展にて内山昭太郎東京芸術大学名誉教授『若冲幻想』を再演/空間プロデュース
  - 防衛庁檜町跡地計画 コンセプト ワーク
- 2000年
  - テレビ東京「たけしの誰でもピカソ」で近藤と共演
- 2001年
  - 東京芸術大学美術館”デザインの風”にて『若冲幻想』を展示
  - 銀座資生堂ビルにて　The　First Light 　イベント映像演出
- 2002年
  - 銀座資生堂ビルにてインスタレーションアート『ぎんざ螢』展示
- 2003年
  - 野口聡一　宇宙飛行士と共にスペースシャトルに搭載した芸術作品、新作『若冲幻想』（「動色彩絵」）を制作。
  - 銀座資生堂ビル『若冲幻想』展示
  - 安藤忠雄、高松伸　建築プレゼンテーション映像　アートディレクション
  - 銀座資生堂ビル　『WORDS OF　GOGH』展示
- 2004年
  - フランスのパリで「若冲幻想」“ILLUSION du JAKUCHU” (SHISEIDO LA BEAUTE)を展示
- 2005年
  - 江ノ島にENOSPA『天空境』を常設
  - フランスで個展『アセンション』を開催
- 2006年
  - 鹿児島県指宿市メディポリス指宿『アセンション』常設
- 2007年
  - ハイビジョン映像作品『七色の観音像』映像制作、テレビ出演
- 2008年
  - ダライ・ラマ14世講演の映像演出
- 2009年
  - 『宇宙の光』制作、リリース
- 2010年
  - 映画『半次郎』エンディングロール 映像制作
- 2011年
  - 長野県諏訪市にある「上諏訪温泉　しんゆ」のアートディレクターとして改築を監修。
  - 同旅館のロビー・各客室・大浴場に作品を展示中。